# Marie-Camille-Henri Gravellat
Marie-Camille-Henri Gravellat, francoski general, * 1882, † 1942.